# Some People
Some People är ett musikalbum av Stonecake som släpptes 2002.

## Låtlista
| Nr           | Titel                                | Längd |
| ------------ | ------------------------------------ | ----- |
| 1.           | Aya Napa Night                       | 3:38  |
| 2.           | Some People                          | 3:22  |
| 3.           | Summers Almost Here                  | 3:02  |
| 4.           | Under The Autumn Skies               | 4:49  |
| 5.           | Come After Louise                    | 4:16  |
| 6.           | Jezamine                             | 3:10  |
| 7.           | Heartbreak Café                      | 4:56  |
| 8.           | Human Prostitution Alternative       | 3:44  |
| 9.           | The Limassol Morning                 | 4:57  |
| 10.          | A Stranded Whale                     | 3:05  |
| 11.          | 78 Heartattacks & Parkinsons Disease | 4:08  |
| Total längd: | Total längd:                         | 43:07 |